# Max Eastman

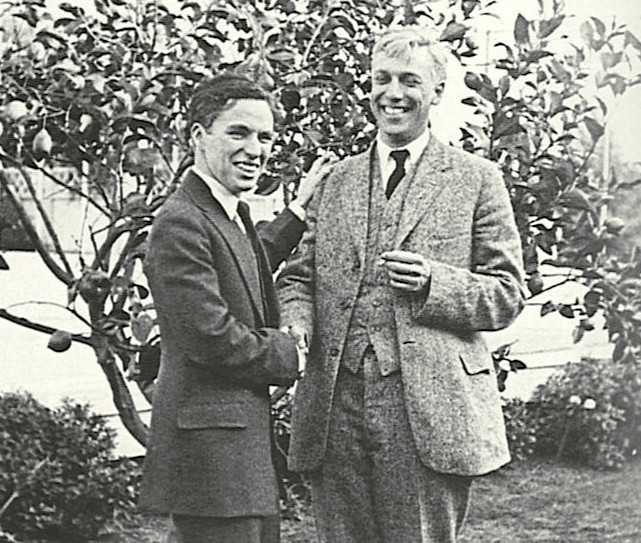
Charlie Chaplin și Max Eastman la Hollywood, 1919.

Max Forrester Eastman (4 ianuarie, 1883 – 25 martie, 1969) a fost un scriitor american, interesat de literatură, politică și societate; susținător al cauzei progresive și patron al Harlem Renaissance.

## Familia
S-a căsătorit cu Ida Raub, dar divorțează în 1922.
În 1924 se recăsătorește cu Eliena Krylenko, originală din Moscova, cu care a trăit un an în  Uniunea Sovietică.

## Lucrări scrise de Max Eastman
- Enjoyment of Poetry, 1913
- Child of the Amazons, 1913
- Journalism Versus Art, 1916
- Color of Life, 1918
- The Sense of Humor, 1921
- Leon Trotsky: The Portrait of a Youth, 1925
- Since Lenin Died, 1925
- Marx and Lenin: The Science of Revolution, 1926
- The Literary Mind: Its Place in an Age of Science, 1931
- Artists in Uniform, 1934
- Art and the Life of Action, 1934
- Enjoyment of Laughter, 1936
- Stalin’s Russia and the Crisis in Socialism, 1939
- Marxism: Is It a Science?, 1940
- Heroes I Have Known, 1942
- Enjoyment of Living, 1948
- Reflections on the Failure of Socialism, 1955
- Great Companions: Critical Memoirs of Some Famous Friends, 1959
- Love and Revolution: My Journey Through an Epoch, 1964
- Seven Kinds of Goodness, 1967